# Bassou
Bassou é uma comuna francesa na região administrativa de Borgonha-Franco-Condado, no departamento de Yonne. Estende-se por uma área de 4,07 km². Em 2010 a comuna tinha 894 habitantes (densidade: 219,7 hab./km²).